# Jean-Max Méjean
Pour les articles homonymes, voir Méjean.
Jean-Max Méjean, né le 17 avril 1948 à Nîmes, est un critique de cinéma et écrivain français.

## Biographie
Docteur en littérature et docteur d'État en science des textes et des documents, Jean-Max Méjean commence sa carrière à l'Éducation nationale comme professeur de lettres puis comme professeur documentaliste.
Il est l'auteur, le coauteur ou le directeur d'ouvrages sur le cinéma ou la critique de cinéma. Il a collaboré à plusieurs revues françaises de cinéma, parmi lesquelles Jeune Cinéma, CinémAction, Médiamorphoses et CinéLibre.
Il a publié plusieurs biographies de réalisateurs célèbres, tels que Woody Allen, Federico Fellini ou Pedro Almodóvar et Emir Kusturica. Spécialiste de Fellini, il est intervenu comme conférencier dans plusieurs institutions telles que le Forum des Images à Paris et aussi dans de nombreux médias.

### Décoration
- Officier des Palmes académiques

## Publications

### Œuvres personnelles
- Pedro Almodóvar, éd. Gremese International, 2004  (ISBN 8873015816) ; trad. en espagnol, Barcelone, Robin Book Ma Non Troppo, 2004  (ISBN 978-9871376070)
- Woody Allen, éd. Gremese, 2004  (ISBN 8873015654)
- Emir Kusturica, éd. Gremese, 2007  (ISBN 978-88-7301-625-0) (BNF 41004405)
- Woody dans tous ses états, L'Harmattan, 2006  (ISBN 2747597105)
- Comment parler de cinéma, L'Harmattan, 2005  (ISBN 2747592200)
- Fellini, un rêve, une vie, Le Cerf, coll. « 7e Art », Paris, 1997, 230 p., ill.  (ISBN 9782204055895) ; trad. en chinois, 费里尼，一个梦，一生. 江苏教育出版社. Pékin, 2001
- Expressions très populaires, Lacour, 2002
- Almodovar, les femmes et les chansons, L'Harmattan, 2011  (ISBN 9782296543812)
- Rimbaud, cinéma, Jacques Flament éd., 2015, 80 pages  (ISBN 978-2-36336-202-5)
- L'Atalante, éd. Gremese, coll. « Les meilleurs films de notre vie », Rome, 2017, 120 p., ill.  (ISBN 9782366771367)
- Brassens et ses amis. Les animaux, les femmes et les chansons, éd. Camion Blanc, Paris, juillet 2018, 168 p., ill.  (ISBN 9782378480585)
- La Grande Vadrouille de Gérard Oury, éd. Gremese, coll. « Les Films sélectionnés », Rome, 2020, 228 p., ill.  (ISBN 2366772262)
- Depardieu à Cinecittà (roman). Hémisphères, coll. « Ciné Cinéma », Paris, 2021 128 p.  (ISBN 9782377010882)
- La traversée de Paris de Claude Autant-Lara, éd. Gremese, coll. "Les films sélectionnés", Rome, 2025, 128 p. ill.  (ISBN 2366774044)
- Marguerite diamant bleu !, éditions Cap Bear, Perpignan, 2025, 142 p.  (ISBN 978-2-35066-353-1)

### Direction d'ouvrage
- Philosophie et cinéma, préface de Dominique Noguez et postface de Sylviane Agacinski, CinémAction no 94, janvier 2000
- Fellinicittà, préface de Tullio Kezich, éd. de La Transparence, 2009 — avec un film de Dominique Delouche
- Sergueï Paradjanov, cinéaste, trublion et martyr, Jacques Flament éd., 2016, 150 p.  (ISBN 978-2-36336-291-9)
- Bruno Dumont, un funambule de génie, Jacques Flament éd., La Neuville-aux-Joûtes, 2020, 200 p., ill.  (ISBN 978-2-36336-428-9)
- Roman Polanski, éd. Gremese, coll. « Cinéma », Rome, 2021, 290 p., ill.  (ISBN 9782366772760)
- Maurice Pialat, de l'ombre à la lumière (dir. Jean-Max Méjean). éditions L'Harmattan, coll. Champs Visuels, Paris, 2023. 118 p.  (ISBN 978-2-336-41679-3)
- L'opéra à l'écran (dir. Jean-Max Méjean), éd. Gremese, Rome, 2024. 250 p., ill.  (ISBN 9782366773811)

### Participations ou en collaboration
- L'École au cœur, allegro ma non troppo (avec Françoise Onténiente), Lacour, 2003
- Sexyvilisation (dir. Roger Dadoun), éd. Punctum, 2007
- L'Âge d'or du cinéma européen (dir. Denitza Bantcheva), éditions du Revif, 2011, 245 p., ill.  (ISBN 9782357000087)
- Giulietta Masina, la muse de Fellini, en collaboration avec Zoé Valdés et Dominique Delouche, La Tour verte, 2013  (ISBN 9782917819180)
- Rahima Caussy, Le Théâtre au lycée, une expérience de vie, L'Harmattan, coll. « Nouvelles Pédagogies », Paris, 2015, 92 pages  (ISBN 978-2-343-06991-3)
- Montmartre et ses alentours mis en scènes (avec Jean-François Pioud-Bert), Espaces & Signes, coll. « Ciné Voyage », 2017, 75 pages, ill.  (ISBN 979-10-94176-20-7)
- Y Fellini soñó con Picasso (dir. Audrey Norcia), Museo Picasso Málaga, 1re éd., février 2018  (ISBN 978-8494647529) ; en français, Quand Fellini rêvait de Picasso, Réunion des musées nationaux / Cinémathèque française, Paris, 2019, 130 pages, ill.  (ISBN 9782711874262)
- ll Giardino dei Finzi Contini (dir. Gerry Guida), Cultura e dintorni Editore, coll. « Saggi/Cinema », décembre 2019, ill.  (ISBN 978-8897538585)
- Tout sur Federico Fellini (dir. Enrico Giacovelli), articles : « Satyricon », « Thanatos », « Érotisme », « Mélancolie », éd. Gremese. Rome, 2020, 570 p., ill.  (ISBN 978-2-36677-220-3)
- Les Copains de Brassens (avec Bernard Lonjon), Jacques Flament éd., La Neuville-aux-Joûtes, 2021, 222 p., ill.  (ISBN 978-2-36336-488-3)
- Abdellatif Kechiche : un cinéma des sens (assisté de Hugo Dervisoglou), Jacques Flament éd., coll. « Figures », 2022, 204 p., ill.  (ISBN 978-2-36336-536-1)
- Tout sur Pasolini (dir. Jean Antoine Gili et Hervé Joubert-Laurencin), éd. Gremese, coll. « Tout sur les grands du cinéma », Rome, 2022  (ISBN 978-2366772814) ; articles : « Maria Callas », « La Longue Route de sable », « Sartre et Pasolini », « Le sexe »
- Amarcord de Federico Fellini, en collaboration avec Caroline Masoch. éd. Gremese, coll. Les films de notre vie. Rome, 2023. 128 p., ill.  (ISBN 978-2-36677-326-2)
- Censure et cinéma en Italie (Christophe Triollet, dir.). Lettomotif éditions, coll. Darkness Censure & cinéma, no 08. La Madeleine, 2023. 245 p.  (ISBN 978-2-36716-421-2) articles : Fellini s'amuse de la censure et Salo, facho, sadomaso.
- Patrice Lajus, Federico Fellini, grand sourcier de l'imaginaire. L'Harmattan, coll. Champs Visuels, Paris, 2024, 138 p.  (ISBN 9782336415406) (préface)
- Nora Atalla, Jean-Max Méjean, Mattia Scarpula. Préface de Marie France. Elle s'appelait Marilyn. Editions de la Pleine Lune, Montréal, 176 p.  (ISBN 9782890246416)
- Tout sur Vittorio de Sica (dir. Jean Antoine Gili et Piero Spila), éd. Gremese, coll. "Tout sur les grands du cinéma", Rome, 2024  (ISBN 978-2-36677-375-0) ; articles : "Madame de…", "Mastroianni", "Mercader", "Rissone", "Stazione Termini"
- Cinédanse (dir. Dominique Rebaud et Nicolas Villodre). Nouvelles éditions Scala, Paris, 2024. 160 p., ill. (article : Yvette Chauviré, une étoile pour l'exemple de Dominique Delouche).  (ISBN 9782359883107)

### Articles (sélection)
- Publications parues dans la revue Jeune Cinéma[9]
- L'Avant-scène cinéma
  - « Le personnage de Charlot, de Chaplin à Fellini », Les lumières de la ville, no 614, juin 2014
- Cinémaction
  - « Polysémie de l'apparition du train au cinéma », no 145, Le train au cinéma
  - « Les forains ou l'envers du mirage », no 91, La marginalité à l'écran
  - « Le Havre, de paix comme de guerre », no 162, Sur le port
- Éclipses
  - « La mère qu'on voit danser », Pedro Almodóvar. À corps et accords, no 36, février 2004
  - « Éclipse de lune », Gus Van Sant, indé-tendance, no 41, octobre 2007
  - « À la recherche du mélodrame perdu », Douglas Sirk, le goût des larmes, no 46, juin 2010
  - « Gargouilles, ciseaux et coupeurs de têtes », Tim Burton, Démons et merveilles, no 47, décembre 2010
  - « L'extase de la baie », Terrence Malick, nature et culture, no 54, juin 2014.
- Médiamorphoses
  - « Peut-on psychanalyser les médias ? », no 14, septembre 2005, INA, Paris
  - « Médias en miroir », no 20, juin 2007, INA, Paris
  - « Médias People : du populaire au populisme », no 8, septembre 2003, INA, Paris
- Il était une fois le cinéma
  - « Le New York de Woody Allen »[10]
  - « Articles sur Pedro Almodóvar »[11]

## Courts métrages
- Avant la nuit (2017)
- Les escaliers de la Butte (2018)
- Seules les pierres (2020)
- Povera Stella (2021)